# Félix Moati
Félix Moati (Parigi, 24 maggio 1990) è un attore francese.

## Biografia
Figlio del giornalista e documentarista Serge Moati (nato Henry Haïm Moati), di origine ebraica tunisina, e dell'insegnante Sophie Gourdon.
Dodici anni dopo ottiene il suo primo ruolo importante, quello di Arthur nella pellicola LOL - Il tempo dell'amore. L'anno seguente entra a far parte dei protagonisti della serie televisiva Sweet Dream e nel frattempo gira alcuni cortometraggi.
Nel 2011 partecipa all'horror Livid, poi nel 2012 ottiene il ruolo di Victor, il protagonista della commedia Télé gaucho. Per questa interpretazione, Moati riceve la candidatura al Premio César per la migliore promessa maschile e vince il premio come migliore rivelazione maschile al Festival du film de Cabourg.

## Filmografia

### Attore

#### Cinema
- LOL - Il tempo dell'amore (LOL (Laughing Out Loud)), regia di Lisa Azuelos (2009)
- Livid (Livide), regia di Julien Maury e Alexandre Bustillo (2011)
- Télé gaucho, regia di Michel Leclerc (2012)
- Libero e scansafatiche (Libre et assoupi), regia di Benjamin Guedj (2014)
- Ippocrate (Hippocrate), regia di Thomas Lilti (2014)
- À trois on y va, regia di Jérôme Bonnell (2015)
- Il medico di campagna (Médecin de campagne), regia di Thomas Lilti (2016)
- Due sotto il burqa (Cherchez la femme), regia di Sou Abadi (2017)
- Gaspard va au mariage, regia di Antony Cordier (2017)
- Simon et Théodore, regia di Mikael Buch (2017)
- 7 uomini a mollo (Le Grand Bain), regia di Gilles Lellouche (2018)
- Resistance - La voce del silenzio (Resistance), regia di Jonathan Jakubowicz (2020)
- The French Dispatch of the Liberty, Kansas Evening Sun, regia di Wes Anderson (2021)
- Le ladre (Voleuses), regia di Mélanie Laurent (2023)

#### Televisione
- Tendre Piège - film TV (1996)
- Sweet Dream - serie TV (2009)
- No Man's Land – serie TV, 8 episodi (2020)

### Regista
- Deux fils (2018)

### Sceneggiatore
- Deux fils, regia di Félix Moati (2018)

## Riconoscimenti
- 2013 Premio César
  - Candidatura per la migliore promessa maschile per Télé gaucho

## Doppiatori italiani
Nelle versioni in italiano dei suoi lavori, Félix Moati è stato doppiato da:
- Andrea Mete in LOL - Il tempo dell'amore
- Lorenzo De Angelis in Due sotto il burqa
- Federico Viola in 7 uomini a mollo
- Daniele Raffaeli in Resistance - La voce del silenzio